# Liste der Bodendenkmale in Ottersberg
In der Liste der Bodendenkmale in Ottersberg sind die Bodendenkmale der niedersächsischen Gemeinde Ottersberg aufgeführt. Die Quelle ist der Denkmalatlas Niedersachsen. 

Ottersberg im Landkreis Verden

Der Stand der Liste ist der 4. Januar 2025.

## Allgemein
In den Spalten finden sich folgende Informationen des Bodendenkmales:
Lagegeographische Koordinaten
BezeichnungBezeichnung lt. Denkmalatlas
BeschreibungBeschreibung lt. Denkmalatlas
IDObjekt-ID
BildBild, ggf. zusätzlich mit Link zu weiteren Fotos im Medienarchiv Wikimedia Commons.

## Narthauen
| Lage                       | Bezeichnung            | Beschreibung                             | ID       | Bild |
| -------------------------- | ---------------------- | ---------------------------------------- | -------- | ---- |
| 53° 8′ 30″ N, 9° 10′ 50″ O | Narthauen 1, Grabhügel | Durchmesser ca. 14 m und Höhe ca. 0,4 m. | 32202607 | BW   |

## Ottersberg
| Lage                      | Bezeichnung           | Beschreibung | ID       | Bild |
| ------------------------- | --------------------- | --- | -------- | ---- |
| 53° 6′ 17″ N, 9° 8′ 19″ O | Ottersberg 1, Schanze | In den Wümmewiesen am südlichen Ortsrand von Ottersberg liegt der Amtshof, ein schlossähnlicher Verwaltungsbau des 16. Jh. Wahrscheinlich geht der Standort auf eine mittelalterliche Burg zurück, von der aber keine baulichen Reste erhalten sind. Die ältesten archivalischen Nachrichten erwähnen einen Friedrich von Boberg, der um 1200 eine Burg in Ottersberg hatte. 1226 geht der Besitz an Hermann Clüver. Kurz darauf (1235) wird die Burg niedergelegt und erst 1304/5 wieder errichtet. Scherbenfunde des 13./14. Jh., die in den 1980er Jahren bei Bauarbeiten entdeckt wurden, sprechen für eine Lokalisierung auf dem Gelände des Amtshofes. 1584-1586 erfolgte ein Neubau. | 32603177 | BW   |

## Otterstedt
| Lage                      | Bezeichnung              | Beschreibung                                                        | ID       | Bild |
| ------------------------- | ------------------------ | ------------------------------------------------------------------- | -------- | ---- |
| 53° 8′ 3″ N, 9° 9′ 50″ O  | Otterstedt 5, Grabhügel  | Durchmesser ca. 20 m und Höhe ca. 0,7 m.                            | 32202731 | BW   |
| 53° 8′ 2″ N, 9° 9′ 56″ O  | Otterstedt 6, Grabhügel  | Durchmesser ca. 18 m und Höhe ca. 1 m.                              | 32201116 | BW   |
| 53° 8′ 1″ N, 9° 9′ 51″ O  | Otterstedt 7, Grabhügel  | Durchmesser ca. 16 m und Höhe ca. 1 m.                              | 32201117 | BW   |
| 53° 7′ 59″ N, 9° 9′ 47″ O | Otterstedt 8, Grabhügel  | Durchmesser ca. 19 m und Höhe ca. 1 m.                              | 32201118 | BW   |
| 53° 7′ 54″ N, 9° 9′ 45″ O | Otterstedt 10, Grabhügel | Fläche ca. 24 × 16 m und Höhe ca. 0,7 m.                            | 32202031 | BW   |
| 53° 7′ 51″ N, 9° 9′ 40″ O | Otterstedt 12, Grabhügel | Durchmesser ca. 11 m und Höhe ca. 0,8 m, im Süden teils abgetragen. | 32201129 | BW   |
| 53° 7′ 50″ N, 9° 9′ 30″ O | Otterstedt 13, Grabhügel | Durchmesser ca. 12 m und Höhe ca. 0,7 m.                            | 32201130 | BW   |
| 53° 7′ 58″ N, 9° 9′ 48″ O | Otterstedt 28, Grabhügel | Durchmesser ca. 12 m und Höhe ca. 0,6 m.                            | 32201379 | BW   |

## Quelkhorn
| Lage                      | Bezeichnung            | Beschreibung                             | ID       | Bild |
| ------------------------- | ---------------------- | ---------------------------------------- | -------- | ---- |
| 53° 8′ 21″ N, 9° 6′ 12″ O | Quelkhorn 9, Grabhügel | Durchmesser ca. 12 m und Höhe ca. 0,5 m. | 32201380 | BW   |